# Hyalinobatrachium taylori
Hyalinobatrachium taylori és una espècie de granota que viu a la Guaiana Francesa, Guaiana, Surinam, Veneçuela i, possiblement també, al Brasil.